# Nederland op de Olympische Zomerspelen 2008
Nederland nam in 2008 deel aan de Olympische Zomerspelen in Peking (China). Het land debuteerde op de tweede Zomerspelen in 1900 en deed ditmaal voor de 24e keer mee. Nederland won in totaal 16 medailles: zevenmaal goud, vijfmaal zilver en viermaal brons, waarmee het op de medaillespiegel op de 12e plaats eindigde.

## Medailleoverzicht
| Sport        | Olympiër(s) | Discipline            | Medaille |
| ------------ | --- | --------------------- | -------- |
| Hockey       | Olympisch team | vrouwen               | Goud     |
| Paardensport | Anky van Grunsven | dressuur              | Goud     |
| Roeien       | Marit van Eupen Kirsten van der Kolk | lichte dubbeltwee (v) | Goud     |
| Waterpolo    | Olympisch team | vrouwen               | Goud     |
| Wielersport  | Marianne Vos | puntenkoers (v)       | Goud     |
| Zwemmen      | Inge Dekker Ranomi Kromowidjojo Femke Heemskerk Marleen Veldhuis                                                                                                  | 4× 100 m vrij (v)     | Goud     |
| Zwemmen      | Maarten van der Weijden | 10 km open water (m)  | Goud     |
|              | |                       |          |
| Judo         | Deborah Gravenstijn | tot 57 kg (v)         | Zilver   |
| Paardensport | Imke Schellekens-Bartels Hans Peter Minderhoud Anky van Grunsven                                                                                                  | dressuur team         | Zilver   |
| Roeien       | Femke Dekker Marlies Smulders Nienke Kingma Roline Repelaer van Driel Annemarieke van Rumpt Helen Tanger Sarah Siegelaar Annemiek de Haan Ester Workel (stuurman) | acht (v)              | Zilver   |
| Zeilen       | Lobke Berkhout Marcelien de Koning | 470-klasse (v)        | Zilver   |
| Zeilen       | Mandy Mulder Annemieke Bes Merel Witteveen | yngling-klasse (v)    | Zilver   |
|              | |                       |          |
| Judo         | Ruben Houkes | tot 60 kg (m)         | Brons    |
| Judo         | Elisabeth Willeboordse | tot 63 kg (v)         | Brons    |
| Judo         | Edith Bosch | tot 70 kg (v)         | Brons    |
| Judo         | Henk Grol | tot 100 kg (m)        | Brons    |

## Deelnemers en resultaten

### Atletiek
| Olympiër                                                        | Discipline       | Resultaat | Prestatie |
| --------------------------------------------------------------- | ---------------- | --------- | --- |
| Kamiel Maase                                                    | marathon (m)     | 39e       | 2:20.30 |
| Robert Lathouwers                                               | 800 m (m)        | 22e       | serie 7: 1.46,94 (3e) |
| Marcel van der Westen                                           | 110 m horden (m) | 10e       | serie 6: 13,54 (2e, 14e tijd) KF: 13,48 (4e, 14e tijd) HF: 13,45 (6e, 10e tijd) |
| Gregory Sedoc                                                   | 110 m horden (m) | 13e       | serie 2: 13,50 (4e, 10e tijd) KF: 13,43 (3e, 9e tijd) HF: 13,60 (6e, 13e tijd) |
| Caimin Douglas 1 Maarten Heisen Guus Hoogmoed Patrick van Luijk | 4× 100 m (m)     | -         | serie 1: 38,87 (3e, 5e tijd) finale: gediskwalificeerd |
| Rutger Smith                                                    | discuswerpen (m) | 7e        | kwalificatie: 64,09 m, 65,65 m (3e) finale: 64,61 m, 65,31 m, 64,36 m, 64,25 m, ongeldig, 65,39 m |
| Rutger Smith                                                    | kogelstoten (m)  | 9e        | kwalificatie: 20,13 m, ongeldig, 19,97 m (10e) finale: 20,41 m, ongeldig, 20,30 m |
| Eugène Martineau                                                | tienkamp (m)     | 14e       | 819 punten, 100 m (11.19, 26e) 859 punten, verspringen (7,19 m, 17e) 715 punten, kogelstoten (13,78 m, 24e) 794 punten, hoogspringen (1,99, 11e) 815 punten, 400 m (49,99, 19e) 882 punten, 110 m horden (14,73, 23e) 748 punten, discuswerpen (44,09 m, 20e) 819 punten, polsstokhoogspringen (4,70 m,12e) 911 punten, speerwerpen (71,44 m, 2e) 693 punten, 1500 m (4.37,96, 10e) 8055 punten |
|                                                                 |                  |           | |
| Lornah Kiplagat                                                 | 10.000 m (v)     | 8e        | 30.40,27 |
| Hilda Kibet                                                     | 10.000 m (v)     | 15e       | 31.29,69 |
| Laurien Hoos                                                    | zevenkamp (v)    | -         | 1047 punten, 100 m horden (13,52; 9e) (pr) 795 punten, hoogspringen (1,65 m; 36e) 860 punten, kogelstoten (14,98 m; 4e) 927 punten, 200 m (24,57; 18e) 771 punten, verspringen (5,74 m; 35e) 832 punten, speerwerpen (48.54; 6e) 000 punten, 800 m (niet gestart) |
| Jolanda Keizer                                                  | zevenkamp (v)    | 10e       | 993 punten, 100 m horden (13,90; 26e) 1016 punten, hoogspringen (1,83 m; 6e) (pr) 871 punten, kogelstoten (15,15 m; 3e) (pr) 984 punten, 200 m (23,97; 6e) (pr) 896 punten, verspringen (6.15 m; 14e) (pr) 720 punten, speerwerpen (42,76; 21e) 890 punten, 800 m (2.15,21; 17e) (pr) 6370 punten (pr)                                                                                          |

- 1 Caimin Douglas heeft in 2000 zijn debuut gemaakt op de Spelen voor de Nederlandse Antillen. Vanaf 2002 nam hij voor Nederland deel aan internationale wedstrijden.

### Gymnastiek
| Olympiër        | Discipline   | Resultaat | Prestatie |
| --------------- | ------------ | --------- | --- |
| Epke Zonderland | rekstok (m)  | 7e        | kwalificatie: 15.750 (4e) finale: 15.000                                                                         |
|                 |              |           | |
| Suzanne Harmes  | meerkamp (v) | 32e       | 14.600 vloer (21e) 14.825 paardsprong (33e) 13.825 brug ongelijk (60e) 13.825 evenwichtsbalk (68e) 57.075 totaal |

### Hockey
| Olympiër | Discipline | Resultaat | Prestatie |
| --- | ---------- | --------- | --- |
| Thomas Boerma Matthijs Brouwer Ronald Brouwer Jeroen Delmee Geert-Jan Derikx Rob Derikx Laurence Docherty Jeroen Hertzberger Rogier Hofman Robert van der Horst Timme Hoyng Teun de Nooijer Rob Reckers Taeke Taekema Guus Vogels Roderick Weusthof Sander van der Weide | mannen     | 4e        | groepsfase: 5 - 0 Nederland - Zuid-Afrika 1 - 0 Nederland - Groot-Brittannië 4 - 2 Nederland - Canada 2 - 2 Nederland - Australië 4 - 2 Nederland - Pakistan HF: 1 - 1 Nederland - Duitsland (ns 3-4) voor brons: 2 - 6 Nederland - Australië |
| |            |           | |
| Marilyn Agliotti1 Naomi van As Minke Booij Wieke Dijkstra, Miek van Geenhuizen Maartje Goderie Eva de Goede Ellen Hoog Fatima Moreira de Melo Eefke Mulder Maartje Paumen Sophie Polkamp Lisanne de Roever Janneke Schopman Minke Smabers Lidewij Welten                 | vrouwen    | Goud      | groepsfase: 6 - 0 Nederland - Zuid-Afrika 3 - 2 Nederland - Zuid-Korea 1 - 0 Nederland - China 2 - 1 Nederland - Australië 2 - 0 Nederland - Spanje HF: 5 - 2 Nederland - Argentinië Finale: 2 - 0 Nederland - China                          |

- 1 Marilyn Agliotti heeft als debutant namens Zuid-Afrika deelgenomen aan de Olympische Zomerspelen 2000 in Sydney.

### Honkbal
| Olympiër | Discipline | Resultaat | Prestatie |
| --- | ---------- | --------- | --- |
| Sharnol Adriana David Bergman Leon Boyd Yurendell de Caster Rob Cordemans Michael Duursma Dave Draijer 1 Bryan Engelhardt Percy Isenia Sidney de Jong Michiel van Kampen Eugene Kingsale Dirk van 't Klooster Roel Koolen Raily Legito Diego Markwell Shairon Martis Martijn Meeuwis Danny Rombley Tjerk Smeets Jeroen Sluijter Alexander Smit Juan Carlos Sulbaran Pim Walsma | mannen     | 7e        | groepsfase: 0 - 5 Nederland - Chinees Taipei 0 - 7 Nederland - Verenigde Staten 0 - 6 Nederland - Japan 6 - 4 Nederland - China 3 - 14 Nederland - Cuba 0 - 4 Nederland - Canada 0 - 10 Nederland - Zuid-Korea |

- 1 Dave Draijer vervangt de geblesseerde Loek van Mil.[1]

### Judo
| Olympiër               | Discipline       | Resultaat | Prestatie |
| ---------------------- | ---------------- | --------- | --- |
| Ruben Houkes           | tot 60 kg (m)    | Brons     | 1/16F: won van Frazer Will Canada 1/8F: won van Lavrentinos Alexandis Griekenland KF: won van Javier Guédez Venezuela HF: verloor van Choi Min-Ho Zuid-Korea voor brons: won van Gal Yekutiel Israël                                                     |
| Dex Elmont             | tot 66 kg (m)    | 1/8F1     | 1/16F: won van Edson Medeira Mozambique 1/8F: verloor van Taylor Tanaka Verenigde Staten |
| Guillaume Elmont       | tot 81 kg (m)    | 5e        | 1/16F: won van Nyamkhuu Damdinsuren Mongolië 1/8F: won van Giuseppe Maddaloni Italië KF: won van Srdjan Mrvaljevic Montenegro HF: verloor van Jaebum Kim Zuid-Korea voor brons: verloor van Tiago Camilo Brazilië                                        |
| Mark Huizinga          | tot 90 kg (m)    | 1/8F1     | 1/16F: won van Ilias ILiadis Griekenland 1/8F: verloor van Sergei Aschwanden Zwitserland |
| Henk Grol              | tot 100 kg (m)   | Brons     | 1/16F: won van Luciano Correa Brazilië 1/8F: won van Arik Zeevi Israël KF: won van Przemyslaw Matyjaszek Polen HF: verloor van Askhat Zhitkeyev Kazachstan Voor brons: won van Levan Zjorzjoliani Georgië                                                |
| Dennis van der Geest   | boven 100 kg (m) | 1/16F1    | 1/16F: verloor van Tamerlan Tmenov Rusland |
|                        |                  |           | |
| Deborah Gravenstijn    | tot 57 kg (v)    | Zilver    | 1/16F: bye 1/8F: won van Ketleyn Quadros Brazilië KF: won van Isabel Fernadez Spanje HF: won van Yan Xu China finale: verloor van Giulia Quintavalle Italië                                                                                              |
| Elisabeth Willeboordse | tot 63 kg (v)    | Brons     | 1/16F: won van Vera Kova Rusland 1/8F: won van Kahina Saidi Algerije KF: verloor van Ok Im Won Noord-Korea herkansing HF: won van Daniela Krukower Argentinië herkansing finale: won van Urška Žolnir Slovenië voor brons: won van Driulis González Cuba |
| Edith Bosch            | tot 70 kg (v)    | Brons     | 1/16F: won van Sisilia Rasokisoki Fiji 1/8F: won van Rachida Ouerdane Algerije KF: won van Ronda Rousey Verenigde Staten HF: verloor van Masae Ueno Japan voor brons: won van Leire Iglesias Spanje                                                      |
| Carola Uilenhoed       | boven 78 kg (v)  | 1/8F1     | 1/16F: bye 1/8F: verloor van Tserenkhand Dorjgotov Mongolië |

- 1 Dex Elmont, Dennis van der Geest, Mark Huizinga en Carola Uilenhoed gingen niet door naar de herkansing omdat hun tegenstanders niet de halve finale haalden.

### Kanovaren
| Olympiër      | Discipline    | Resultaat | Prestatie |
| ------------- | ------------- | --------- | --- |
| Robert Bouten | K1 slalom (m) | 9e        | serie 1: 86.26 (11e) serie 2: 88.90 (16e) totaal: 175.16 (14e) HF: 88.40 (+2.32) (5e) finale: 139.59 (9e) totaal: 227.99      |
|               |               |           | |
| Ariane Herde  | K1 slalom (v) | 6e        | serie 1: 104.30 (11e) serie 2: 117.98 (20e) totaal: 222.28 (13e) HF: 117.60 (+20.47) (10e) finale: 114.39 (6e) totaal: 231.99 |

### Paardensport
| Olympiër                                  | Discipline          | Resultaat | Prestatie |
| ----------------------------------------- | ------------------- | --------- | --- |
| Anky van Grunsven op IPS Salinero         | dressuur            | Goud      | kwalificatie: 74.750% (2e) Grand Prix Special: 74,960% (2e) Grand Prix Freestyle: 82.400% Totaal: 78,680% |
| Hans Peter Minderhoud op Exquis Nadine    | dressuur            | 5e        | kwalificatie: 69.625% (11e) Grand Prix Special: 70.920 (7e) Grand Prix Freestyle: 75.150 Totaal: 73,035% |
| Imke Schellekens-Bartels op Sunrise       | dressuur            | -         | kwalificatie: 70.875% (5e) Grand Prix Special: niet gestart |
| Landenteam                                | dressuur team       | Zilver    | 74.750% Anky van Grunsven 70.875% Imke Schellekens-Bartels 69.625% Hans Peter Minderhoud 71.750% totaal |
| Tim Lips op Oncarlos                      | eventing            | 15e       | 52.60 strafpunten dressuur (41e) 22.40 strafpunten veldrit (28e) 0.00 strafpunten springen kwalificatie (21e) 0.00 strafpunten springen finale 75.00 totaal |
| Angelique Hoorn op Blauwendraad's O'Brien | springconcours      | 9e        | 4 strafpunten ronde 1 4 strafpunten ronde 2 8 strafpunten ronde 3 16 totaal kwalificatie (18e) 0 strafpunten finale A 4 strafpunten finale B 4 totaal finale (3e) 8 punten jump-off (36,89) |
| Marc Houtzager op Opium VS                | springconcours      | 8e        | 2 strafpunten ronde 1 1 strafpunt ronde 2 5 strafpunten ronde 3 8 totaal kwalificatie (8e) 0 strafpunten finale A 4 strafpunten finale B 4 totaal finale (3e) 8 punten jump-off (36,77) |
| Gerco Schröder op Monaco                  | springconcours      | 16e       | 5 strafpunten ronde 1 12 strafpunten ronde 2 4 strafpunten ronde 3 21 totaal kwalificatie (29e) 4 strafpunten finale A 12 strafpunten finale B 16 totaal finale |
| Vincent Voorn op Alpapillon-Armanie       | springconcours      | -         | 0 strafpunten ronde 1 16 strafpunten ronde 2 27 strafpunten ronde 3 43 totaal kwalificatie (44e) |
| landenteam                                | springconcours team | 5e        | 0 strafpunten Vincent Voorn 2 strafpunten Marc Houtzager 4 strafpunten Angelique Hoorn 6 totaal kwalificatie (6e) 1 strafpunt Marc Houtzager 4 strafpunten Angelique Hoorn 16 strafpunten Gerco Schröder 17 strafpunten ronde 1 (6e) 5 strafpunt Marc Houtzager 4 strafpunten Gerco Schröder 8 strafpunten Angelique Hoorn 17 strafpunten ronde 2 (5e) 34 totaal finale |

### Roeien
| Olympiër | Discipline                      | Resultaat | Prestatie                                                                           |
| --- | ------------------------------- | --------- | ----------------------------------------------------------------------------------- |
| Sjoerd Hamburger | skiff (m)                       | 13e       | serie 6: 7.27,05 (2e) KF: 6.57,24 (4e) HF C/D: 7.10,06 (1e) finale C: 6.58,71 (1e)  |
| Geert Cirkel Matthijs Vellenga Jan-Willem Gabriëls Gijs Vermeulen                                                                                                 | vier-zonder-stuurman (m)        | 8e        | serie 2: 6.00,50 (1e) HF A/B: 6.02,46 (4e) finale B: 6.06,37 (2e)                   |
| Paul Drewes Marshall Godschalk Gerard van der Linden Ivo Snijders                                                                                                 | lichte vier-zonder-stuurman (m) | 6e        | serie 1: 5.57,54 (4e) herkansing: 6.25,25 (2e) HF A/B: 6.08,73 (3e) finale: 5.54,06 |
| team (Holland Acht) | acht * (m)                      | 4e        | serie 1: 5.40,43 (3e) herkansing: 5.42,62 (3e) finale: 5.29,26                      |
| * Olaf van Andel, Rogier Blink, Jozef Klaassen, Meindert Klem, David Kuiper, Reinder Lubbers, Olivier Siegelaar, Diederik Simon, Mitchel Steenman, Peter Wiersum, |                                 |           |                                                                                     |
| |                                 |           |                                                                                     |
| Marit van Eupen Kirsten van der Kolk | lichte dubbeltwee (v)           | Goud      | serie 1: 6.50,90 (1e) HF: 7.03,87 (1e) finale: 6.54,74 (1e)                         |
| team | acht * (v)                      | Zilver    | serie 2: 6.07,41 (2e) herkansing: 6.11,58 (2e) finale: 6.07,22                      |
| * Femke Dekker, Annemiek de Haan, Nienke Kingma, Roline Repelaer van Driel, Annemarieke van Rumpt, Sarah Siegelaar, Marlies Smulders, Helen Tanger, Ester Workel  |                                 |           |                                                                                     |

### Schermen
| Olympiër         | Discipline | Resultaat | Prestatie |
| ---------------- | ---------- | --------- | --- |
| Bas Verwijlen    | degen (m)  | 8e        | 1/64F: bye 1/32F: won van Wang Lei China (15-10) 1/8F: won van Michael Kauter Zwitserland (15-13) KF: verloor van Matteo Tagliarol Italië (11-15) |
|                  |            |           | |
| Indra Angad-Gaur | floret (v) | 1/32F     | 1/64F: won van Eman El Gammal Egypte (13-4) 1/32F: verloor van Margherita Granbassi Italië (6-11)                                                 |

### Softbal
| Olympiër | Discipline | Resultaat | Prestatie |
| --- | ---------- | --------- | --- |
| Noémi Boekel Marloes Fellinger Sandra Gouverneur Petra van Heijst Judith van Kampen Kim Kluijskens Saskia Kosterink Jolanda Kroesen Daisy de Peinder Marjan Smit Rebecca Soumeru Nathalie Timmermans Ellen Venker Britt Vonk Kristi de Vries | vrouwen    | 8e        | groepsfase: 2-10 Nederland - China 2- 9 Nederland - Canada 0- 3 Nederland - Japan 0- 8 Nederland - Venezuela 0- 8 Nederland - Australië 0- 8 Nederland - Verenigde Staten 4- 2 Nederland - Chinees Taipei |

### Synchroonzwemmen
| Olympiër                                   | Discipline | Resultaat | Prestatie                                                                                            |
| ------------------------------------------ | ---------- | --------- | --- |
| Bianca van der Velden Sonja van der Velden | duet (v)   | 9e        | technische routine: 45,584 (10e) vrije routine: 45,834 (9e) kwalificatie: 91,418 (9e) finale: 46,083 |

### Taekwondo
| Olympiër       | Discipline    | Resultaat | Prestatie                                                                                |
| -------------- | ------------- | --------- | ---------------------------------------------------------------------------------------- |
| Dennis Bekkers | tot 68 kg (m) | 7e        | 1/16F : verloor van Taejin Son Zuid-Korea herkansing: verloor van Servet Tazegul Turkije |

### Tafeltennis
| Olympiër                    | Discipline    | Resultaat  | Prestatie |
| --------------------------- | ------------- | ---------- | --- |
| Li Jiao                     | enkelspel (v) | 1/16F      | ronde 1: bye ronde 2: bye ronde 3: won van Ni Xia Lian Luxemburg 4-1 (6-11,11-8,11-9,11-8,11-8) 1/16F: verloor van Guo Yue China 0-4 (2-11, 6-11, 3-11, 11-13) |
| Li Jie                      | enkelspel (v) | 1/16F      | ronde 1: bye ronde 2: won van Fang Zhu Spanje 4-1 (8-11,11-4,11-7,14-12,11-5) ronde 3: won van Liu Jia Oostenrijk 4-0 (8-11,11-4,11-7,14-12,11-5) 1/16F: verloor van Feng Tian Wei Singapore 1-4 (11-7,11-13,7-11,5-11,4-11) |
| Li Jiao Li Jie Elena Timina | team (v)      | groep (3e) | groepsfase: 3-0 Nederland - Nigeria 3-0 (11-7, 11-2, 11-7) Li Jiao - Bose Kaffo 3-1 (10-12, 11-9, 11-2, 11-6) Li Jie - Cecilia Otu Offiong 3-1 (11-4, 11-8, 10-12, 11-7) Li Jie / Elena Timina - Cecilia Otu Offiong / Funke Oshonaike 1-3 Nederland - Verenigde Staten 2-3 (11-6, 9-11, 11-4, 4-11, 3-11) Li Jiao - Wang Chen 0-3 (5-11, 4-11, 4-11) Li Jie - Gao Jun 3-1 (11-9, 9-11, 11-6, 11-9) Li Jie/Elena Timina - Wang Chen/Huang Chrystal Xi 0-3 (7-11, 5-11, 7-11) Elena Timina - Gao Jun 0-3 Nederland - Singapore 2-3 (9-11,12-10,12-10,5-11,8-11) Li Jiao - Feng Tian Wei 0-3 (12-14,2-11,2-11) Elena Timina - Li Jia Wei 2-3 (8-11,11-5,11-6,6-11,7-11) Elena Timina / Li Jie - Wang Yue Gu / Li Jia Wei |

### Triatlon
| Olympiër     | Discipline | Resultaat | Prestatie |
| ------------ | ---------- | --------- | --- |
| Sander Berk  | mannen     | 31e       | zwemmen: 18.13 (15e tijd) fietsen: 59.06 (38e tijd) hardlopen: 33.57 (30e tijd) totaal: 1:52.18,09             |
|              |            |           | |
| Lisa Mensink | vrouwen    | 45e       | zwemmen: 20.03 (29e tijd) fietsen: 1:07.44 (45e tijd, gevallen) hardlopen: 41.30 (43e tijd) totaal: 2:10.18,98 |

### Voetbal
| Olympiër | Discipline | Resultaat | Prestatie |
| --- | ---------- | --------- | --- |
| Ryan Babel Otman Bakkal Roy Beerens Royston Drenthe Urby Emanuelson Jonathan de Guzmán Kew Jaliens Calvin Jong-A-Pin Kees Luyckx Roy Makaay Hedwiges Maduro Dirk Marcellis Erik Pieters Gerald Sibon Evander Sno Piet Velthuizen Kenneth Vermeer Gianni Zuiverloon | mannen     | 7e        | groepsfase: 0 - 0 Nederland - Nigeria 2 - 2 Nederland - Verenigde Staten 1 - 0 Nederland - Japan KF: 1 - 2 Nederland - Argentinië |

### Volleybal
| Olympiër                           | Discipline         | Resultaat | Prestatie |
| ---------------------------------- | ------------------ | --------- | --- |
| Reinder Nummerdor Richard Schuil 1 | beachvolleybal (m) | 5e        | groepsfase: 2-0 (21-15; 21-15) Martin Laciga / Jan Schnider Zwitserland 2-1 (13-21; 21-15; 15-9) Jørre Kjemperud / Tarjei Skarlund Noorwegen 2-0 (21-16; 21-16) David Klemperer / Eric Koreng Duitsland 1/8F: 2-0 (21-16, 21-14) Andrew Schacht/ Joshua Slack Australië KF: 0-2 (19-21, 19-21) Renato Gomes / Jorge Terceiro Georgië |
| Emiel Boersma Bram Ronnes          | beachvolleybal (m) | 17e       | groepsfase: 0-2 (16-21; 15-21) Jacob Gibb / Sean Rosenthal Verenigde Staten 1-2 (15-21; 25-23; 11-15) Kentano Asahi / Katsuhiro Shiratori Japan 2-0 (21-16; 22-20) Julius Brink/ Christoph Dieckmann Duitsland Lucky Loser ronde: 0-2 (16-21; 25-27) David Klemperer / Eric Koreng Duitsland                                         |
|                                    |                    |           | |
| Rebekka Kadijk Merel Mooren        | beachvolleybal (v) | 19e       | groepsfase: 0-2 (19-21; 25-27) Nicole Branagh / Elaine Youngs Verenigde Staten 0-2 (11-21; 15-21) Imara Estevez / Milagros Crespo Cuba 0-2 (19-21, 18-21) Stephanie Pohl / Okka Rau Duitsland |

- 1 Richard Schuil en Reinder Nummerdor respectievelijk 3e en 2e keer als lid van het heren zaalvolleybalteam.

### Waterpolo
| Olympiër | Discipline | Resultaat | Prestatie |
| --- | ---------- | --------- | --- |
| Iefke van Belkum Gillian van den Berg Daniëlle de Bruijn Mieke Cabout Rianne Guichelaar Biurakn Hakhverdian Marieke van den Ham Noeki Klein Simone Koot Ilse van der Meijden Meike de Nooy Alette Sijbring Yasemin Smit | vrouwen    | Goud      | groepsfase: 9-11 Nederland - Hongarije 9- 6 Nederland - Griekenland 9-10 Nederland - Australië KF: 13-11 Nederland - Italië HF: 8- 7 Nederland - Hongarije finale: 9- 8 Nederland - Verenigde Staten |

### Wielersport
| Olympiër                                                                                 | Discipline                | Resultaat | Prestatie |
| ---------------------------------------------------------------------------------------- | ------------------------- | --------- | --- |
| Theo Bos                                                                                 | sprint (m)                | 7e        | kwalificatie: 10,318 (9e) 1/16F: won van Mark French Australië 1/8F won van Kevin Sireau Frankrijk KF: verloor van Mickael Bourgain Frankrijk (0-2) finale 5-8: 3e                                                                              |
| Theo Bos                                                                                 | keirin (m)                | 12e       | serie 4: 2e HF: niet gefinist (gevallen) finale 7-12: niet gestart |
| Teun Mulder                                                                              | sprint (m)                | 6e        | kwalificatie: 10.373 (13e) 1/16F: verloor van Maximilian Levy Duitsland herk. 1/16F: won van Mark French Australië / Denis Dmitrjev Rusland 1/8F: won van Stefan Nimke Duitsland KF: verloor van Maximilian Levy Duitsland (0-2) finale 5-8: 2e |
| Teun Mulder                                                                              | keirin (m)                | 21e       | serie 2: 3e herkansing: gediskwalificeerd |
| Theo Bos Teun Mulder Tim Veldt                                                           | teamsprint (m)            | 5e        | kwalificatie: 44,213 (4e) ronde 1: verloor van Australië (44,212; 5e tijd) |
| Jenning Huizenga                                                                         | achtervolging (m)         | 18e       | kwalificatie: 4.37,097 |
| Jens Mouris                                                                              | achtervolging (m)         | 13e       | kwalificatie: 4.27,445 |
| Levi Heimans* Pim Ligthart Robert Slippens* Wim Stroetinga* Niki Terpstra Jens Mouris* 1 | team achtervolging (m)    | 6e        | * kwalificatie: 4.04,806 (6e) * 1e ronde: verloor van Australië (ingehaald) |
| Peter Schep                                                                              | puntenkoers (m)           | 20e       | 0 punten |
| Jens Mouris Peter Schep                                                                  | koppelkoers (m)           | 8e        | 6 punten, 1 ronde achterstand |
|                                                                                          |                           |           | |
| Yvonne Hijgenaar                                                                         | sprint (v)                | 11e       | kwalificatie: 11,533 (10e) 1/8F: verloor van Anna Meares Australië herk. 1/8F: verloor van Simona Krupeckaite Litouwen finale 9-12: 3e |
| Willy Kanis                                                                              | sprint (v)                | 4e        | kwalificatie: 11,167 (4e) 1/8F: won van Lisandra Guerra Cuba KF: won van Jennie Reed Verenigde Staten (2-0) HF: verloor van Victoria Pendleton Groot-Brittannië (0-2) voor brons: verloor van Shuang Guo China (0-2)                            |
| Marianne Vos                                                                             | puntenkoers (v)           | Goud      | 30 punten |
|                                                                                          |                           |           | |
| Laurens ten Dam                                                                          | wegwedstrijd (m)          | 65e       | 6:34.26 (+10.37) |
| Karsten Kroon                                                                            | wegwedstrijd (m)          | -         | niet gefinisht |
| Niki Terpstra                                                                            | wegwedstrijd (m)          | -         | niet gefinisht |
| Robert Gesink                                                                            | wegwedstrijd (m)          | 10e       | 6:24.07 (+0.18) |
| Robert Gesink                                                                            | wegtijdrit (m)            | 10e       | 1:05:02,88 (+2.51) |
| Stef Clement                                                                             | wegwedstrijd (m)          | -         | niet gefinisht |
| Stef Clement                                                                             | wegtijdrit (m)            | 9e        | 1:04:59,42 (+2:47) |
|                                                                                          |                           |           | |
| Marianne Vos                                                                             | wegwedstrijd (v)          | 6e        | 3:32.45 (+0.21) |
| Marianne Vos                                                                             | wegtijdrit (v)            | 14e       | 36.58,67 (+2.06) |
| Mirjam Melchers-van Poppel                                                               | wegwedstrijd (v)          | 36e       | 3:33.17 (+0.53) |
| Mirjam Melchers-van Poppel                                                               | wegtijdrit (v)            | 18e       | 37.51,59 (+2.597) |
| Chantal Beltman                                                                          | wegwedstrijd (v)          | 47e       | 3:37.02 (+5.18) |
|                                                                                          |                           |           | |
| Bart Brentjens                                                                           | mountainbike, veldrit (m) | 37e       | op 2 ronden |
| Rudi van Houts                                                                           | mountainbike, veldrit (m) | 34e       | op 2 ronden |
|                                                                                          |                           |           | |
| Elsbeth van Rooy-Vink                                                                    | mountainbike, veldrit (v) | 14e       | 1:53.30 |
|                                                                                          |                           |           | |
| Raymon van der Biezen                                                                    | bmx (m)                   | HF        | kwalificatie: 36,112; 40,153 (5e) KF: 10 punten (4, 1, 5) (3e) HF: 14 punten (7, 6, 1) (5e) |
| Robert de Wilde                                                                          | bmx (m)                   | KF        | kwalificatie: 36,803; 50,268 (23e) KF: 18 punten (8, 2, 8) (7e) |
| Rob van den Wildenberg                                                                   | bmx (m)                   | 5e        | kwalificatie: 36,522; 39,167 (18e) KF: 8 punten (2, 5, 1) (2e) HF: 9e punten (3, 2, 4) (2e) finale: 39,772 |
|                                                                                          |                           |           | |
| Lieke Klaus                                                                              | bmx (v)                   | HF        | kwalificatie: 38,709; 38,808 (11e) HF: 13 punten (4, 4, 5) (5e) |

- 1  Niki Terpstra kwam bij de fietstocht naar de baan ten val, waardoor hij niet kon starten. Zijn vervanger werd Jens Mouris.

### Zeilen
| Olympiër                                   | Discipline            | Resultaat | Prestatie                                                    |
| ------------------------------------------ | --------------------- | --------- | ------------------------------------------------------------ |
| Casper Bouman                              | plankzeilen (m)       | 15e       | 112 punten (20 - 27 - 21 - 22 - 4 - 1 - 1 - 2 - 20 - 21)     |
| Rutger van Schaardenburg                   | laser klasse (m)      | 34e       | 216 punten (32 - 29 - 34 - 32 - 25 - 18 - 38 - 26 - 20 - X)1 |
| Kalle Coster Sven Coster                   | 470 klasse (m)        | 4e        | 78 punten (11 - 15 - 12 - 2 - 8 - 15 - 2 - 8 - 4 - 2 - 14)   |
|                                            |                       |           |                                                              |
| Lobke Berkhout Marcelien de Koning         | 470 klasse (v)        | Zilver    | 53 punten (3 - 1 - 9 - 5 - 2 - 2 - 10 - 7 - 4 - 16 - 10)     |
| Annemieke Bes Mandy Mulder Merel Witteveen | Yngling klasse (v)    | Zilver    | 31 punten (9 - 1 - 2 - 13 - 1 - 5 - 4 - 1 - X - X - 8) 1     |
|                                            |                       |           |                                                              |
| Pieter-Jan Postma                          | finn klasse (open)    | 14e       | 93 punten (19 - 15 - 16 - 22 - 15 - 2 - 10 - 16 - X - X)1    |
| Mitch Booth 2 Pim Nieuwenhuis              | tornado klasse (open) | 5e        | 64 punten (3 - 13 - 8 - 3 - 10 - 2 - 8 - 2 - 11 - 10 - 6)    |

- 1 X = Race afgelast door weersomstandigheden
- 2 Mitch Booth heeft de eerste (1996) en tweede keer (2000) deelgenomen als lid van het Australische Olympische team.

### Zwemmen
| Olympiër | Discipline           | Resultaat    | Prestatie                                                            |
| --- | -------------------- | ------------ | -------------------------------------------------------------------- |
| Robert Lijesen | 50 m vrij (m)        | series (32e) | serie 9: 22,51 (6e)                                                  |
| Pieter van den Hoogenband                                                                                                  | 100 m vrij (m)       | 5e           | serie 8: 47,97 (3e; 4e tijd) HF: 47,68 (2e; 3e tijd) finale: 47,75   |
| Mitja Zastrow | 100 m vrij (m)       | series (38e) | serie 6: 49,61 (7e)                                                  |
| Nick Driebergen | 100 m rug (m)        | series (28e) | serie 4: 55,31 (8e)                                                  |
| Nick Driebergen | 200 m rug (m)        | series (24e) | serie 5: 2.00,24 (7e)                                                |
| Thijs van Valkengoed | 100 m school (m)     | series (26e) | serie 9: 1.01,32 (6e)                                                |
| Robin van Aggele | 100 m vlinder (m)    | series (20e) | serie 9: 52,26 (6e)                                                  |
| Robin van Aggele | 200 m school (m)     | series (48e) | serie 3: 2.17,14 (8e)                                                |
| Robin van Aggele | 200 m wissel (m)     | series (39e) | serie 5: 2.04,33 (8e)                                                |
| Pieter van den Hoogenband Mitja Zastrow Robert Lijesen Bas van Velthoven                                                   | 4× 100 m vrij (m)    | series (10e) | serie 1: 3.14,90 (5e)                                                |
| |                      |              |                                                                      |
| Hinkelien Schreuder | 50 m vrij (v)        | 7e           | serie 11: 25,00 (5e, 12e tijd) HF: 24,52 (4e, 6e tijd) finale: 24,65 |
| Marleen Veldhuis | 50 m vrij (v)        | 5e           | serie: 11: 24,38 (1e, 2e tijd) HF: 24,46 (2e, 4e tijd) finale: 24,26 |
| Marleen Veldhuis | 100 m vrij (v)       | 6e           | serie 6: 53,76 (3e, 3e tijd) HF: 53,81 (1e, 2e tijd) finale: 54,21   |
| Inge Dekker | 100 m vrij (v)       | series (24e) | serie 5: 55.23 (7e)                                                  |
| Inge Dekker | 100 m vlinder (v)    | 8e           | serie 6: 58,22 (3e; 9e tijd) HF: 58,20 (3e; 7e tijd) finale: 58,54   |
| Ranomi Kromowidjojo | 200 m vrij (v)       | series (23e) | serie 3: 2.00,02 (1e)                                                |
| Femke Heemskerk | 200 m wissel (v)     | series (28e) | serie 2: 2.16,28 (6e)                                                |
| Chantal Groot | 100 m vlinder (v)    | series (30e) | serie 5: 59,35 (8e)                                                  |
| Jolijn van Valkengoed | 100 m school (v)     | series (35e) | serie 4: 1.11,26 (8e)                                                |
| Inge Dekker ** Marleen Veldhuis ** Femke Heemskerk * ** Ranomi Kromowidjojo * ** Hinkelien Schreuder * Manon van Rooijen * | 4× 100 m vrij (v)    | Goud         | * serie 2: 3.37,61 (2e; 4e tijd) ** finale : 3.33,76 OR              |
| Marleen Veldhuis Inge Dekker Ranomi Kromowidjojo * Femke Heemskerk * Manon van Rooijen * Linda Bank Saskia de Jonge *      | 4× 200 m vrij (v)    | series (11e) | * serie 1: 7.56,60 (5e)                                              |
| Ranomi Kromowidjojo Jolijn van Valkengoed Hinkelien Schreuder Inge Dekker                                                  | 4× 100 m wissel (v)  | series (13e) | serie 1: 4.04,74 (7e)                                                |
| |                      |              |                                                                      |
| Maarten van der Weijden | 10 km open water (m) | Goud         | 1:51.51,6                                                            |
| |                      |              |                                                                      |
| Edith van Dijk | 10 km open water (v) | 14e          | 2:00.02,8                                                            |

## Media
De NOS heeft de uitzendrechten voor alle wedstrijden van de Olympische Spelen en zond zowel via de radio, televisie als via internet live uit. Naast de wedstrijden zond Radio 538 dagelijks vanuit Peking uit met het programma Evers Staat Op.

## Holland Heineken House
Het Holland Heineken House was tijdens de Spelen een centrale ontmoetingsplaats voor de - voornamelijk Nederlandse - sporter en supporter. Het werd op 7 augustus 2008 geopend door Erica Terpstra, voorzitter van het NOC*NSF en Charlene de Carvalho-Heineken, grootaandheelhoudster van Heineken en vrouw van Michel de Carvalho, Brits olympiër in Grenoble (1968), Sapporo (1972) en Innsbruck (1976). Kroonprins Willem-Alexander en enkele Chinese hoogwaardigheidsbekleders woonden de ceremonie bij.
Afghanistan · Albanië · Algerije · Amerikaanse Maagdeneilanden · Amerikaans-Samoa · Andorra · Angola · Antigua en Barbuda · Argentinië · Armenië · Aruba · Australië · Azerbeidzjan · Bahama's · Bahrein · Bangladesh · Barbados · België · Belize · Benin · Bermuda · Bhutan · Bolivia · Bosnië en Herzegovina · Botswana · Brazilië · Britse Maagdeneilanden · Bulgarije · Burkina Faso · Burundi · Cambodja · Canada · Centraal-Afrikaanse Republiek · Chili · China · Chinees Taipei · Colombia · Comoren · Congo-Brazzaville · Congo-Kinshasa · Cookeilanden · Costa Rica · Cuba · Cyprus · Denemarken · Djibouti · Dominica · Dominicaanse Republiek · Duitsland · Ecuador · Egypte · El Salvador · Equatoriaal-Guinea · Eritrea · Estland · Ethiopië · Fiji · Filipijnen · Finland · Frankrijk · Gabon · Gambia · Georgië · Ghana · Grenada · Griekenland · Groot-Brittannië · Guam · Guatemala · Guinee · Guinee‑Bissau · Guyana · Haïti · Honduras · Hongarije · Hongkong · Ierland · IJsland · India · Indonesië · Irak · Iran · Israël · Italië · Ivoorkust · Jamaica · Japan · Jemen · Jordanië · Kaaimaneilanden · Kaapverdië · Kameroen · Kazachstan · Kenia · Kirgizië · Kiribati · Koeweit · Kroatië · Laos · Lesotho · Letland · Libanon · Liberia · Libië · Liechtenstein · Litouwen · Luxemburg · Macedonië · Madagaskar · Malawi · Malediven · Maleisië · Mali · Malta · Marshalleilanden · Marokko · Mauritanië · Mauritius · Mexico · Micronesië · Moldavië · Monaco · Mongolië · Montenegro · Mozambique · Myanmar · Namibië · Nauru · Nederland · Nederlandse Antillen · Nepal · Nicaragua · Nieuw-Zeeland · Niger · Nigeria · Noord-Korea · Noorwegen · Oeganda · Oekraïne · Oezbekistan · Oman · Oostenrijk · Oost‑Timor · Pakistan · Palau · Palestina · Panama · Papoea-Nieuw-Guinea · Paraguay · Peru · Polen · Portugal · Puerto Rico · Qatar · Roemenië · Rusland · Rwanda · Saint Kitts en Nevis · Saint Lucia · Saint Vincent en Grenadines · Salomonseilanden · Samoa · San Marino · Sao Tomé en Principe · Saoedi-Arabië · Senegal · Servië · Seychellen · Sierra Leone · Singapore · Slovenië · Slowakije · Soedan · Somalië · Spanje · Sri Lanka · Suriname · Swaziland · Syrië · Tadzjikistan · Tanzania · Thailand · Togo · Tonga · Trinidad en Tobago · Tsjaad · Tsjechië · Tunesië · Turkije · Turkmenistan · Tuvalu · Uruguay · Vanuatu · Venezuela · Verenigde Arabische Emiraten · Verenigde Staten · Vietnam · Wit-Rusland · Zambia · Zimbabwe · Zuid-Afrika · Zuid-Korea · Zweden · Zwitserland
Uitgesloten van deelname: Brunei